# Плеше (Шкофљица)
Плеше (словен. Pleše) је насељено место у општини Шкофљица, Средњесловенска регија, Словенија.

## Историја
До територијалне реорганизације у Словенији било је у саставу града Љубљане, односно старе општине Вич–Рудник.

## Становништво
У попису становништва из 2011. године, Плеше је имало 48 становника.
| Број становника према пописима | Број становника према пописима | Број становника према пописима |
| ------------------------------ | ------------------------------ | ------------------------------ |
| 1991                           | 2002                           | 2011                           |
| 48                             | 45                             | 48                             |